# CoCr

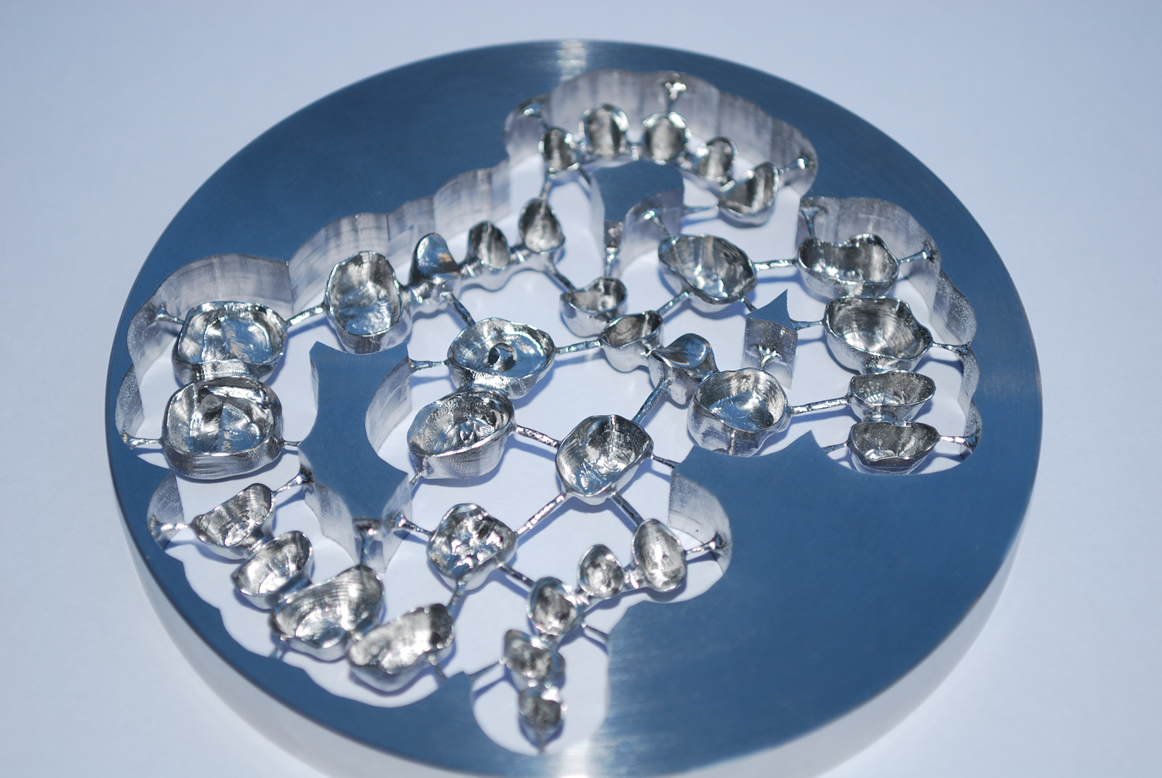
Một đĩa CoCr dùng làm răng giả

CoCr là loại hợp kim giữa cobalt và chromi. Loại hợp kim này cực kỳ cứng và bền, được dùng trong các lĩnh vực cần vật liệu có độ cứng, độ bóng cao và chịu ăn mòn cực tốt.

## Lịch sử
Những người thợ mỏ đồng đã tìm thấy loại quặng chứa cobalt và nickel vào đầu những năm 1700, đây là loại quặng mà sau khi được nghiên cứu kỹ đã tạo ra cách gọi hai loại kim loại mới, các thợ mỏ gọi loại quặng này là Kupfernick cách gọi dần dần trở thành "nickel" sau này và khi nung chảy quặng thì thấy chẳng cho ra loại kim loại hữu dụng gì khi đó nên đã gọi nó là Kobold theo một sinh vật thần thoại hay gây rối vì làm giảm năng suất của mỏ cách gọi đó dần dần trở thành "cobalt". Sau đó các nhà nghiên cứu đã tìm ra các ứng dụng hữu ích từ hai loại kim loại này và các hợp kim khác cho chúng.
Elwood Haynes là người ghi nhận mô tả loại hợp kim CoCr lần đầu trong năm 1900. Ông ban đầu đã tìm cách làm hợp kim nicken và crôm với tintan bằng cách nung chảy bằng điện nhưng kết quả là đáng thất vọng, sau đó ông thử nung bằng cách trộn hai oxit của nicken và crôm để hoàn toàn loại bỏ cacbon với nhôm kết quả phản ứng mạnh đến mức hầu hết tất cả kim loại trong lò bị "thổi" ra ngoài lò nhưng kết quả cũng tạo ra những hạt kim loại đã cho thấy việc kết hợp thành công. Các hạt hợp kim này dễ đập mỏng bằng búa mà không hề bị trầy chúng trở nên bóng láng khi được đánh bóng. Qua nghiên cứu Elwood thấy rằng nếu chromium vượt ngưỡng 10% thì hợp kim bắt đầu trở nên thụ động ít tác dụng hóa học kể cả với axít.
Ông thử lập lại cách luyện này với cobalt và crôm với kết quả cũng thu được những hạt kim loại không lớn hơn hạt đậu. Ngoài các đặc tính giống như loại hợp kim trước các hạt này lại cho thấy thêm các đặc điểm là chúng cực kỳ cứng rất khó đập mỏng. Sau thí nghiệm Elwood được mời tham gia kinh doanh hơi nên ông đã bỏ thí nghiệm một thời gian. Đến năm 1905, Elwood nối lại thí nghiệm để dùng vật liệu mới cho việc chế tạo các bộ phận của xe hơi nhưng ông thấy rằng loại CoCr của mình quá cứng để rèn cho dù có nung đỏ lên với nhiệt độ rất cao. Sau các thí nghiệm ông thấy nếu cobalt ở mức 75% và crôm ở mức 25% cùng một lượng nhỏ các loại kim loại khác sẽ làm cho hợp kim trở nên dễ chịu hơn, dễ gia công hơn khi được nung nóng đỏ với độ dẻo dai có thể bẻ gấp mà không cho thấy bất kỳ vết rạng nào nhưng vẫn rất cứng khi thành sản phẩm.

## Tính chất
Màu sắc của hợp kim là từ màu thép đến bạc và có độ sáng bóng nhẹ dễ chịu. Hợp kim có thể được đánh bóng để có độ bóng cao hơn nhưng sẽ cần đến các kỹ thuật đặc biệt để làm. Điểm đáng chú ý của hợp kim là nó có thể chống ăn mòn tốt đến chỉ có thể so sánh với vàng hay titan. Các axit mạnh cũng chỉ có thể ăn mòn nó rất chậm cũng như cần nhiệt độ cao. Một mảnh hợp kim được đánh bóng có thể tồn tại trong nhiệt độ đun sôi nhiều giờ liền mà không hề gây ảnh hưởng gì dù là nhẹ nhất đến độ bóng của nó kể cả khi được đun trong dung dịch kềm. Việc này cho thấy hợp kim hoàn toàn có thể chống lại các tác động của môi trường cực kỳ khắc nghiệt với bầu không khí đầy lưu huỳnh trong nhiều năm mà không hề làm ảnh hưởng đến độ bóng.
Hợp kim rất cứng nên rất khó làm nó bị trầy kể cả trong điều kiện bị nung đỏ lên. Bề mặt oxit của hợp kim không tăng bề dày khi bị nung nóng. Hợp kim có thể dễ dàng nung chảy trong các lò luyện bằng ga, nếu lò có nhiệt độ cao khoảng 1650 °C thì tỉ lệ bị mất sẽ không đến 1,5%.

## Ứng dụng
Loại hợp kim này được sử dụng trong y tế để làm các bộ phận giả dùng trong cấy ghép các bộ phận tải nặng và thường xuyên chịu va chạm như đầu gối, khớp hông, chân tay giả... với khả năng tương thích sinh học cao, hợp kim này cứng hơn các hợp kim titan 5 lần nhưng cũng có một tỷ lệ rất ít người bị dị ứng với nó nhất là những người bị dị ứng với kim loại như nicken. Ngoài ra nó cũng được dùng trong nha khoa.
Ngoài ra hợp kim còn có các ứng dụng để làm các vật dụng có bề ngoài bóng láng và chống trầy xước cao hay các bộ phận của tuốc bin khí.